# Dumas (Arkansas)

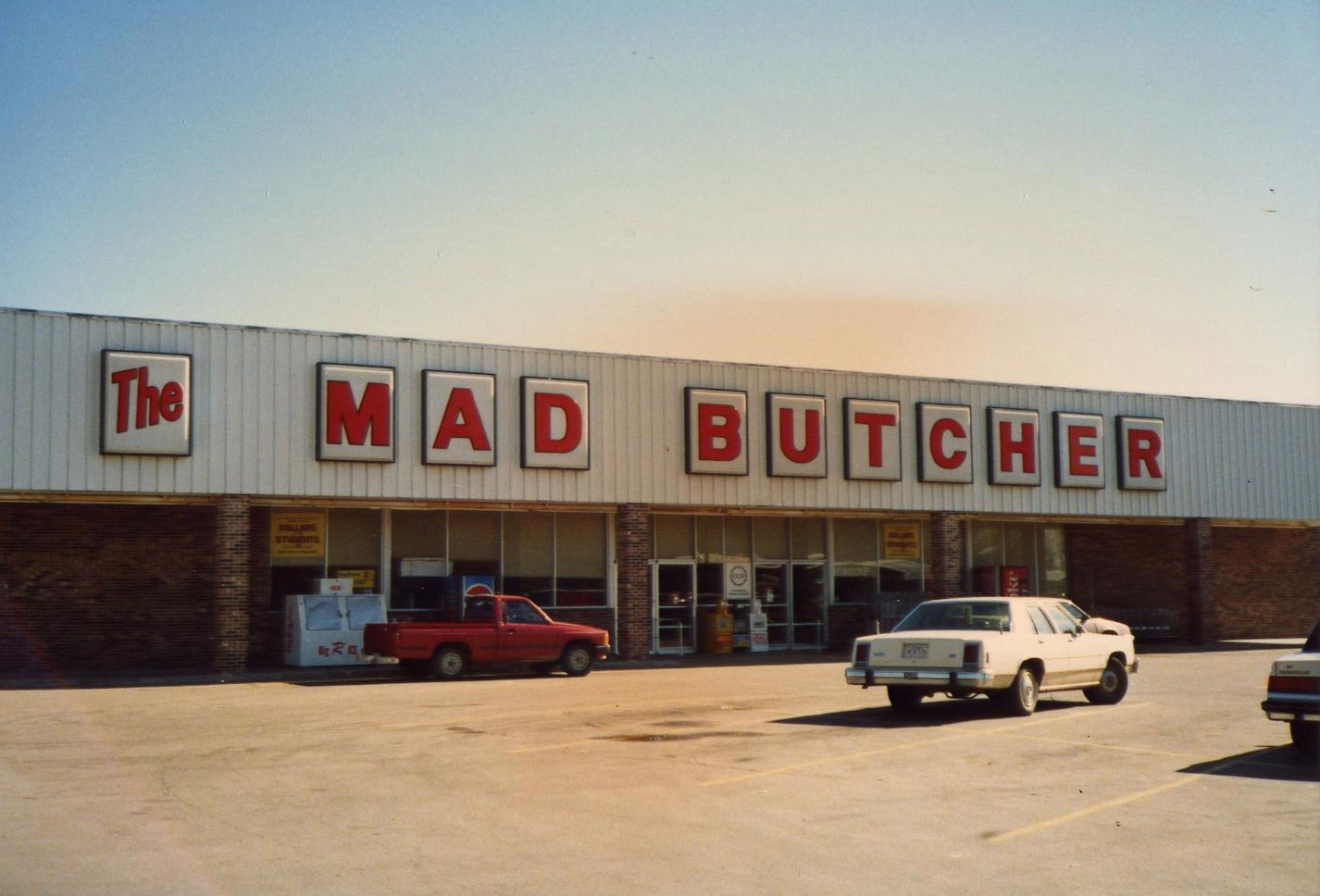
The Mad Butcher em Dumas

Dumas é uma cidade localizada no estado americano de Arkansas, no Condado de Desha.

## Demografia
Segundo o censo americano de 2000, a sua população era de 5 238 habitantes.
Em 2006, foi estimada uma população de 4 785, um decréscimo de 453 (-8.6%).

## Geografia
De acordo com o United States Census Bureau tem uma área de 7,7 km², dos quais 7,7 km² cobertos por terra e 0,0 km² cobertos por água. Dumas localiza-se a aproximadamente 50 m acima do nível do mar.

## Localidades na vizinhança
O diagrama seguinte representa as localidades num raio de 24 km ao redor de Dumas.